# Чайчук Оксана Тимофіївна
Оксана Тимофіївна Чайчук (нар. 4 травня 1966, м. Чортків, Україна) — українська лікарка, епідеміологиня, громадсько-політична діячка. Головний державний санітарний лікар Тернопільської області (з 2020). Заслужений працівник охорони здоров'я України (2021).

## Життєпис
Оксана Чайчук народилася 4 травня 1966 року в місті Чорткові Тернопільської області України.
Закінчила Львівський державний медичний інститут (1991, нині національний медичний університет, спеціальність — гігієна, санітарія, епідеміологія). Працювала медсестрою хірургічного кабінету поліклінічного відділення Чортківської центральної районної лікарні (1985), лікаркою-інтерном Тернопільської міськсанепідстанції (1991—1992), лікаркою-епідеміологом Чортківської райсанепідстанції (1992—2007), головним лікарем Чортківської райсанепідстанції Тернопільської области (2007—2012), начальником Чортківського міжрайонного Управління Головного управління Держсанепідслужби у Тернопільській області (2013—2015), завідувачкою Чортківського міськміжрайонного відділу Державної установи «Тернопільський обласний лабораторний центр Міністерства охорони здоров’я України» (2015—2018).
Від 17 жовтня 2019 року — виконувачка обов'язків директора державної установи «Тернопільський обласний лабораторний центр Міністерства охорони здоров'я України». Перебуваючи на цій посаді:
- під час засідання Тернопільської обласної ради заявила про неготовність прийняти в області борт із Китаю[4].
- вдалось завершити будівництво вірусологічного корпусу, яке тривало 11 років[5].

Від 19 березня 2020 року — головний державний санітарний лікар Тернопільської області.
Головуюча обласного оперативного штабу щодо недопущення занесення і поширення випадків захворювань, спричинених новим коронавірусом, при Тернопільській ОДА.

### Громадсько-політична діяльність
Депутат Чортківської районної ради (2010).
Голова Чортківської РДА з 26 квітня 2018 по 11 липня 2019 року. Перебуваючи на цій посаді:
- оновлено бібліотечний фонд книгозбірень,
- повністю комп'ютеризовано Чортківську центральну районну лікарню, що уможливило укладення угоди на фінансування Національною службою здоров'я,
- вперше в історії району придбано будинки для п'яти дітей-сиріт, позбавлених батьківського піклування,
- разом з галуззю культури та у співпраці з освітньою галуззю встановлено два національних рекорди України: найбільша кількість Маланок, а також найчисельніша присутність літературних героїв на одній локації,
- створено інклюзивно-ресурний центр; опорну школу — в Джурині,
- налагоджено тісний зв'язок з ОТГ,
- за результатами 2018 року бюджет району зайняв третє місце в області.

## Нагороди та відзнаки
- Заслужений працівник охорони здоров'я України (2021)[1]
- Почесна грамота Міністерства охорони здоров'я України (2020)[13]
- грамоти Тернопільської обласної санітарно-епідеміологічної станції (2007, 2008, 2009, 2011), Тернопільської ОДА (2005, 2008, 2015, 2017 роки), Тернопільської обласної ради (2010, 2013), Головного правління Держсанепідслужби у Тернопільській області (2014), Чортківської районної державної адміністрації та районної ради (2005, 2006, 2008).